# Phebellia stula
Phebellia stula là một loài ruồi trong họ Tachinidae.